# シンガポールの大統領
シンガポールの大統領（シンガポールのだいとうりょう、英語: President of the
Republic of Singapore, 中国語: 新加坡共和国总统, マレー語: Presiden Republik Singapura, タミル語: சிங்கப்பூர் குடியரசின் தலைவர்）は、シンガポールの元首たる大統領。

## 概要
ウェストミンスター・システムを取るシンガポールでは大統領は儀礼的な存在であり、行政権を保持しない。行政権は内閣（長は首相）にある。1993年の選挙よりも前は大統領は国会によって選ばれていたが、1991年に憲法が修正され、直接選挙によって選ばれるようになった。それに伴い大統領の権限も拡大された。直接選挙で選ばれた初代大統領はオン・テンチョンで任期は1993年9月1日から1999年8月31日までだった。
大統領候補となるには、45歳以上のシンガポール国民で、閣僚や国会議長、裁判所判事など政府要職や政府系投資会社のCEOとして3年以上の在職期間があることが必要。または、民間企業の場合にはCEOに就任していた直近の3年間の株主資本が平均で5億シンガポールドル以上などの要件を満たし、大統領選挙委員会（PEC）の候補者資格審査で承認される必要がある。
2016年11月、大統領選挙制度の憲法改正が行われ、マレー系、中国系、インド系の民族集団の中で直近の5期にわたり大統領を出していない民族集団があった場合はその民族集団に属する者しか立候補できないことになったため、2017年の選挙での候補者はマレー系に限定されていた。
2017年9月14日にハリマ・ヤコブが大統領に選出されている。

## 権限
シンガポール大統領の特徴的な権限として、財政規律維持のため、大統領顧問会議（Council of Presidential Advisers，CPA）の議を経て、自らの判断で行使できる差し止め権が広く認められていることが挙げられる。大統領がCPAの議を経て差し止められる対象には以下のようなものがある。
- 政府の借入・貸付。前政権までに積み立てられた準備金の取り崩しが見込まれる借入・与信。
- 前政権までに積み立てられた準備金の取り崩しが見込まれる支出法案。
- 議会による、単年度支出法案可決前の支出決議。および非常時の緊急支出決議。
- 法定機関（独立行政機関）および国営企業の人事と予算。および前政権時までに積み立てられた準備金の取り崩し。
- 最高裁長官・公職委員会（英語版）（PSC）・警察総監（英語版）・国防長官・司法長官などの要職の任命。

CPAは6名で構成され、そのうち大統領が2名を指名、首相が2名を指名、最高裁長官が1名を指名、PSCが1名を指名する。CPAの議長はこの中から大統領が指名する。
宗教調和維持法は、宗教間の対立を煽動する者に対する活動禁止命令を規定しているが、政府による同法の執行に対し、「宗教調和のための大統領会議」（Presidential Council for Religious Harmony）の議を経て、大統領の判断により差し止めることができる。
また、議会の解散、大統領の権限を縮小する法案、国民投票で2/3以上の支持を得ていない憲法的法の改正案については、大統領が単独で、自らの判断によって差し止めることができる。
首相の任命も大統領単独の判断で行われるが、内閣は議会に責任を負うため、実際には多数党のリーダーが任命される。

## 直近の大統領選挙
2017年は候補者が1人しかいなかったために不戦勝となっていたため、2011年以来、12年ぶりの投票選挙となった。結果はターマン・シャンムガラトナムが1,746,427（70.40%）の有効票を集め、勝利した。
| 候補者                       | シンボル・政党     | シンボル・政党     | 投票結果  | 投票結果 | 投票結果 |
| 候補者                       | シンボル・政党     | シンボル・政党     | 得票数    | 得票率   | 得票率   |
| ---------------------------- | ------------------ | ------------------ | --------- | -------- | -------- |
| ターマン・シャンムガラトナム |                    | 無所属             | 1,746,427 | 70.40%   |          |
| ン・コック・ソン             |                    | 無所属             | 390,041   | 15.72%   |          |
| タン・キン・リャン           |                    | 無所属             | 344,292   | 13.98%   |          |
| 有効票                       | 有効票             | 有効票             | 2,480,760 | 98.02%   |          |
| 無効票                       | 無効票             | 無効票             | 50,152    | 1.98%    |          |
| 投票数                       | 投票数             | 投票数             | 2,530,912 | 100.00%  |          |
| 有権者数 ／ 投票率           | 有権者数 ／ 投票率 | 有権者数 ／ 投票率 | 2,709,455 | 93.41%   |          |

## 大統領の一覧
| 代   | 大統領                                                                                    | 大統領 | 所属政党           | 期                          | 在任期間                       | 在任期間     | 備考                              |
| ---- | ----------------------------------------------------------------------------------------- | ------ | ------------------ | --------------------------- | ------------------------------ | ------------ | --------------------------------- |
| 001  | ユソフ・ビン・イサーク Yusof bin Ishak 尤索夫·宾·伊萨 யூசோஃப் பின் இஷாக்                         |        | 無所属             | 1                           | 1965年8月9日 - 1970年11月23日  | 5年 + 106日  | 在任中に死去                      |
| 00－ | ヨー・ギム・セン YEOH Ghim Seng 杨锦成                                                    |        | 人民行動党 （PAP） | 1                           | 1970年11月23日 - 1971年1月2日  | 40日         | 大統領代行 （国民議会議長）       |
| 002  | ベンジャミン・ヘンリー・シアーズ Benjamin Henry Sheares 本杰明·亨利·薛尔思 பெஞ்சமின் ஹென்றி ஷியர்ஸ் |        | 無所属             | 2                           | 1971年1月2日 - 1981年5月12日   | 10年 + 130日 | 在任中に死去                      |
| 00－ | ヨー・ギム・セン YEOH Ghim Seng 杨锦成                                                    |        | 人民行動党 （PAP） | 2                           | 1981年5月12日 - 1981年10月23日 | 164日        | 大統領代行 （国民議会議長）       |
| 003  | C・V・デヴァン・ナイール C.V. Devan Nair சி.வி தேவன் நாயர் 琴加拉·维蒂尔·德万·奈尔              |        | 無所属             | 3                           | 1981年10月23日 - 1985年3月28日 | 3年 + 156日  | 任期満了前に辞任                  |
| 00－ | ウィー・チョン・ジン WEE Chong Jin                                                        |        | 無所属             | 3                           | 1985年3月28日 - 1985年3月29日  | 1日          | 大統領代行 （最高裁判所長官）     |
| 00－ | ヨー・ギム・セン YEOH Ghim Seng 杨锦成                                                    |        | 人民行動党 （PAP） | 3                           | 1985年3月29日 - 1985年9月2日   | 157日        | 大統領代行 （国民議会議長）       |
| 004  | ウィー・キムウィー Wee Kim Wee 黄金辉 வீ கிம் வீ                                              |        | 無所属             | 4                           | 1985年9月2日 - 1993年9月1日    | 7年 + 364日  |                                   |
| 005  | オン・テンチョン Ong Teng Cheong 王鼎昌 ஓங் டெங் சியோங்                                         |        | 無所属             | 5                           | 1993年9月1日 - 1999年9月1日    | 6年 + 0日    |                                   |
| 006  | S・R・ナザン S.R. Nathan எஸ். ஆர். நாதன் 塞拉潘·纳丹                                          |        | 無所属             | 6                           | 1999年9月1日 - 2005年9月1日    | 12年 + 0日   |                                   |
| 006  | S・R・ナザン S.R. Nathan எஸ். ஆர். நாதன் 塞拉潘·纳丹                                          | 7      | 無所属             | 2005年9月1日 - 2011年9月1日 |                                | 12年 + 0日   |                                   |
| 007  | トニー・タン・ケン・ヤム Tony Tan Keng Yam 陈庆炎 டோனி டான் கெங் யாம்                             |        | 無所属             | 8                           | 2011年9月1日 - 2017年9月1日    | 6年 + 0日    |                                   |
| 00－ | J・Y・ピレー Joseph Yuvaraj Pillay 比莱                                                   |        | 無所属             | 8                           | 2017年9月1日 - 2017年9月14日   | 13日         | 大統領代行 （大統領諮問会議議長） |
| 008  | ハリマ・ヤコブ Halimah Binti Yacob ஹலிமா பின்தி யாகொப் 哈莉瑪·雅各布                              |        | 無所属             | 9                           | 2017年9月14日 - 2023年9月14日  | 6年 + 0日    |                                   |
| 009  | ターマン・シャンムガラトナム Tharman Shanmugaratnam தர்மன் சண்முகரத்னம் 尚达曼                  |        | 無所属             | 10                          | 2023年9月14日 - （現職）       | 1年 + 270日  |                                   |